# Kolitza
Le Kolitza est une montagne du massif d'Ordunte culminant à 883 mètres d'altitude. Elle appartient à la localité de Balmaseda dans la province de Biscaye (Espagne).
Le Kolitza est une montagne dite « sonnante ». C'est depuis celle-ci que l'on convoquait les assemblées générales (fors) de Biscaye ainsi que de quatre autres montagnes « sonnantes ».

## Ascension
Les différents itinéraires d'accès à cette montagne sont :
- depuis Pandozales (1 h 15 min) ;
- depuis Balmaseda (1 h 30 min) ;
- depuis Traslaviña (2 h).